# Украинский народ в его прошлом и настоящем
«Украинский народ в его прошлом и настоящем» — одно из первых российских изданий, синтезирующих знания по украиноведению, имеющее значительное научно-историческое значение.
Книга была посвящена всестороннему изучению истории, этнографии, географии и антропологии украинского народа.
Первая энциклопедия украиноведения была создана в 1914—1916 годах в Петрограде по инициативе профессора М. С. Грушевского под редакцией выдающихся учёных А. А. Шахматова, Ф. К. Вовка (Волкова), М. С. Грушевского, Ф. Е. Корша, А. Е. Крымского, М. И. Туган-Барановского, С. Л. Рудницкого, М. Ковалевского, П. Я. Стебницкого.
Была издана в 2 томах, состоящих их 4-х разделов (более 700 страниц большого формата). Издание иллюстрировано чёрно-белыми и цветными снимками с картин и портретов известных художников — А. И. Куинджи, В. И. Штернберга, Е. И. Столицы и др.

## Содержание
1. Развитие украинских изучений в XIX веке и раскрытие в них основных вопросов украиноведения (М. Грушевский);
2. История украинского народа (М. Грушевский);
3. Очерк географии Украины (С. Рудницкий):
  - Статистика украинского населения Европейской России (А. Русов),
  - Галиция (В. Охримович),
  - Буковина (В. Охримович),
  - Угорская Русь (С. Томашевский);
4. Антропологические особенности украинского народа:
  - Этнографические особенности украинского народа (Ф. Волков),
  - Обычное право украинского народа (Т. Ефименко),
  - Краткий очерк истории малорусского (украинского) языка (А. Шахматов).

Выпуск последующих томов был приостановлен в связи с началом Первой мировой войны и последовавшей революции и больше не возобновлялся.